# Mont Zaccar
Le mont Zaccar (du berbère azaikour, qui signifie « sommet ») est, avec 1 550 mètres d'altitude, le point culminant de la Dahra en Algérie. Il est situé au nord de Miliana, qui est bâtie sur ses flancs. Le faîte du mont est orienté est-ouest.
Il domine d'un côté le Chelif et Tipaza de l'autre.